# Bethlehem (Pensylvánie)
Bethlehem je město ležící v okresech Lehigh a Northampton County v údolí Lehigh Valley, regionu ve východní Pensylvánii, ve Spojených státech. Podle sčítání lidu v roce 2020 mělo město 75 781 obyvatel; tím se zařadilo na sedmé nejlidnatější město v Pensylvánii.
Vnitřní část ve středu údolí Lehigh Valley má rozlohu 1.893 km² a je domovem pro 650 tisíc lidí. Údolí Lehigh Valley region zahrnuje tři města (Bethlehem, Allentown a Easton) ve dvou okresech (Lehigh a Northampton), vytvářejíc tak třetí největší souměstí v Pensylvánii. Bethlehem je menší než Allentown, ale větší než Easton, a je tak druhé nejlidnatější město v oblasti Lehigh Valley.
Město se dělí na tři hlavní části: Severní Bethlehem, Jižní Bethlehem a Západní Bethlehem. Každá z těchto částí města vzkvétala v jiné době vývoje města a jsou v nich i místa zapsaná v Národním registru historických míst.
V červnu roku 2006 byl Bethlehem v časopise Money uváděn mezi stovkou nejlepších míst k bydlení („Top 100 Best Places to Live“).

## Historie

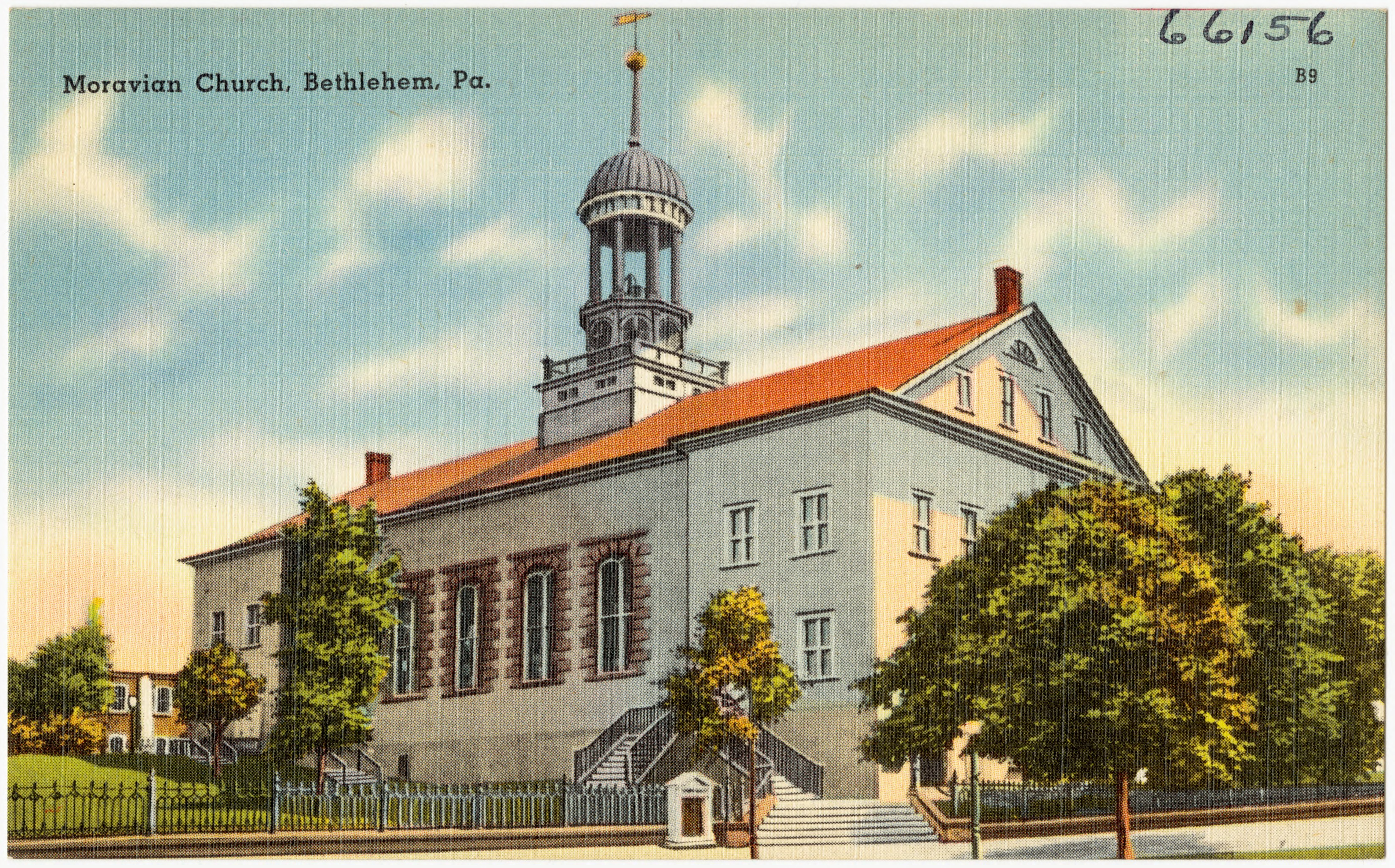
Moravský kostel v Bethlehemu (mezi lety 1930–1945)

Na Vánoce roku 1741 přivedl hrabě Nikolaus Ludwig von Zinzendorf ze saského Herrnhutu spolu s bratrským biskupem Davidem Nitschmannem malou skupinku misionářů, aby v Pensylvánii založili město Bethlehem a šířili z něj křesťanství. Nová osada byla pojmenována podle města Betlém v Judsku, kde se narodil Ježíš Kristus. Tomuto kroku ale předcházely události popsané v historii města Nazareth, které leží v jeho těsné blízkosti.   

### Širší působení Moravských bratří
- K bethlehemskému sboru patřila i správa okolních osad zakoupených Moravany. Jednalo se hlavně o komunity Nazareth, Christiansbrunn,[2] Gnadenthal a Friedensthal.
- Moravané navštěvovali i indiánský sbor v Gnadenhüttenu (nyní Lehighton). Gnadenhütten v Pensylvánii byl v listopadu 1755 během francouzsko-indiánské války napaden nepřátelskými domorodci a 11 osadníků bylo zabito. Tato událost není Gnadenhüttenským masakrem z roku 1782, se kterým bývá zaměňována.

V roce 1762 se stal Bethlehem prvním městem v Americe, které mělo vodárnu pro veřejné použití. Když byl George Washington se svým vojskem ve Valley Forge, jeho osobní věci byly uskladněny na farmě Jamese Burnsidea, ze které se stalo historické muzeum (Burnside Plantation). Prosperující vesnice byla včleněna do svazku obcí okresu Northampton v roce 1845.

### Osobnosti z řad Moravských bratří
Mezi zakladatelé města a při zdejší misijní činnosti nechyběli ani pobělohorští exulanti. 
- David Nischman (6. 9. 1676 Suchdol nad Odrou – 14. 4. 1758 Bethlehem, Boží pole), biskup, nominální majitel při koupi Nazarethu. Exulant od roku 1725, od roku 1740 působil v Pensylvánii.
- Kateřina Huberová, roz. Pudemská (18. 11. 1703 Životice – 29.1.1798 Bethlehem), emigrovala v roce 1725, zastávala mnoho funkcí v Bethlehemu a Nazarethu.
- Anna Maria Lawatsch, roz. Demuth (17. 11. 1712 Moravský Karlov – 20. 1. 1760 Bethlehem.) Exulantkou byla od roku 1730. Byla duchovní „Matkou pensylvánských bratrských sborů“.
- Johann Christoph Demuth (1689 Moravský Karlov – 4. 3. 1754 Nazareth). Emigroval sám v roce 1726, později se vrátil pro svou rodinu. Od roku 1743 žil s manželkou v Bethlehemu, později (od 1748) žili v Nazarethu.

### Archiv Moravanů
Bethlehemské archivy jsou plné cenných hudebnin, dochovaly se například kancionály Jana Husa, Jana Rokycany, Jana Blahoslava, J. A. Komenského a Lukáše Pražského.

## Prvenství
- První škola svého druhu byla v Americe založena v roce 1742 v Bethlehemu – viz Moravská akademie a Moravian University.
- V roce 1747 byl Bethlehem prvním americkým městem, které mělo ozdobený vánoční stromek.[5]
- Collegium musicum byl prvním orchestrem na americké půdě, který seznámil Ameriku s vážnou hudbou.[4] Sborový dům Moravských bratří „indiáni nevyplenili, protože byli přesvědčeni, že ve srubu, z něhož se ozývají tak krásné písně, nemůže přebývat než dobrý Duch.“[4] V hudební tradici pokračuje pěvecký soubor The Bach Choir of Bethlehem.
- V roce 1762 mělo město první veřejnou vodárnu.
- První Moravan, který získal v roce 1750 americké občanství, byl David Nischman.
- Zdejší Boží pole je jedním z nejstarších a trvale udržovaných hřbitovů ve Spojených státech. Založeno bylo v roce 1742 a pohřbívalo se zde do roku 1910.[6]

## Partnerská města
- Murska Sobota, Slovinsko
- Tondabajaši, Japonsko
- Schwäbisch Gmünd, Německo
- Korfu, Řecko
- Foiano di Val Fortore, Itálie

## Galerie

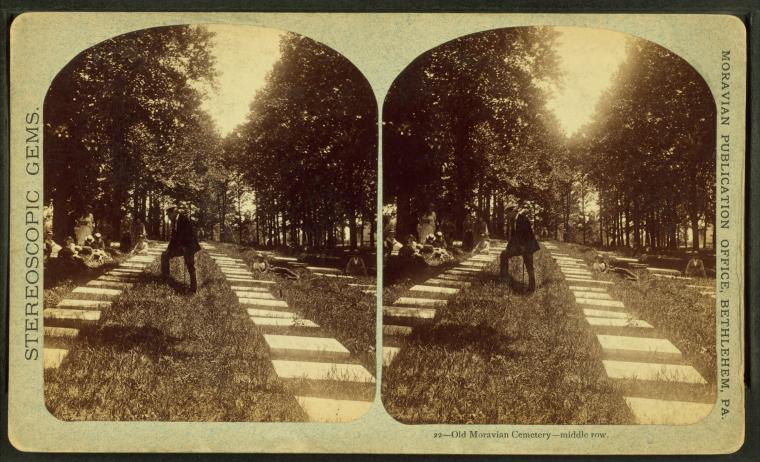
Boží pole (asi 1870)
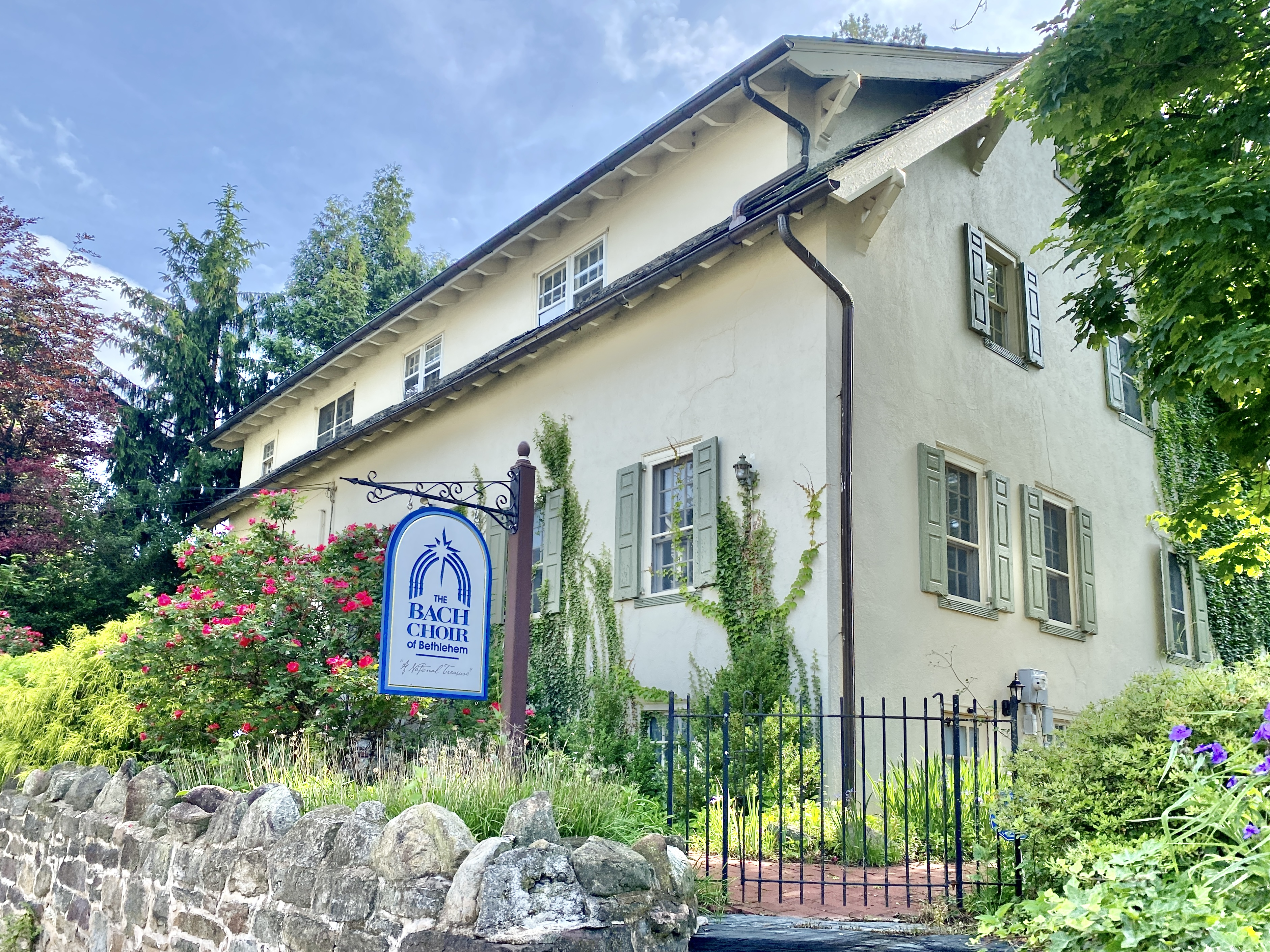
Budova pěveckého sboru (2023)
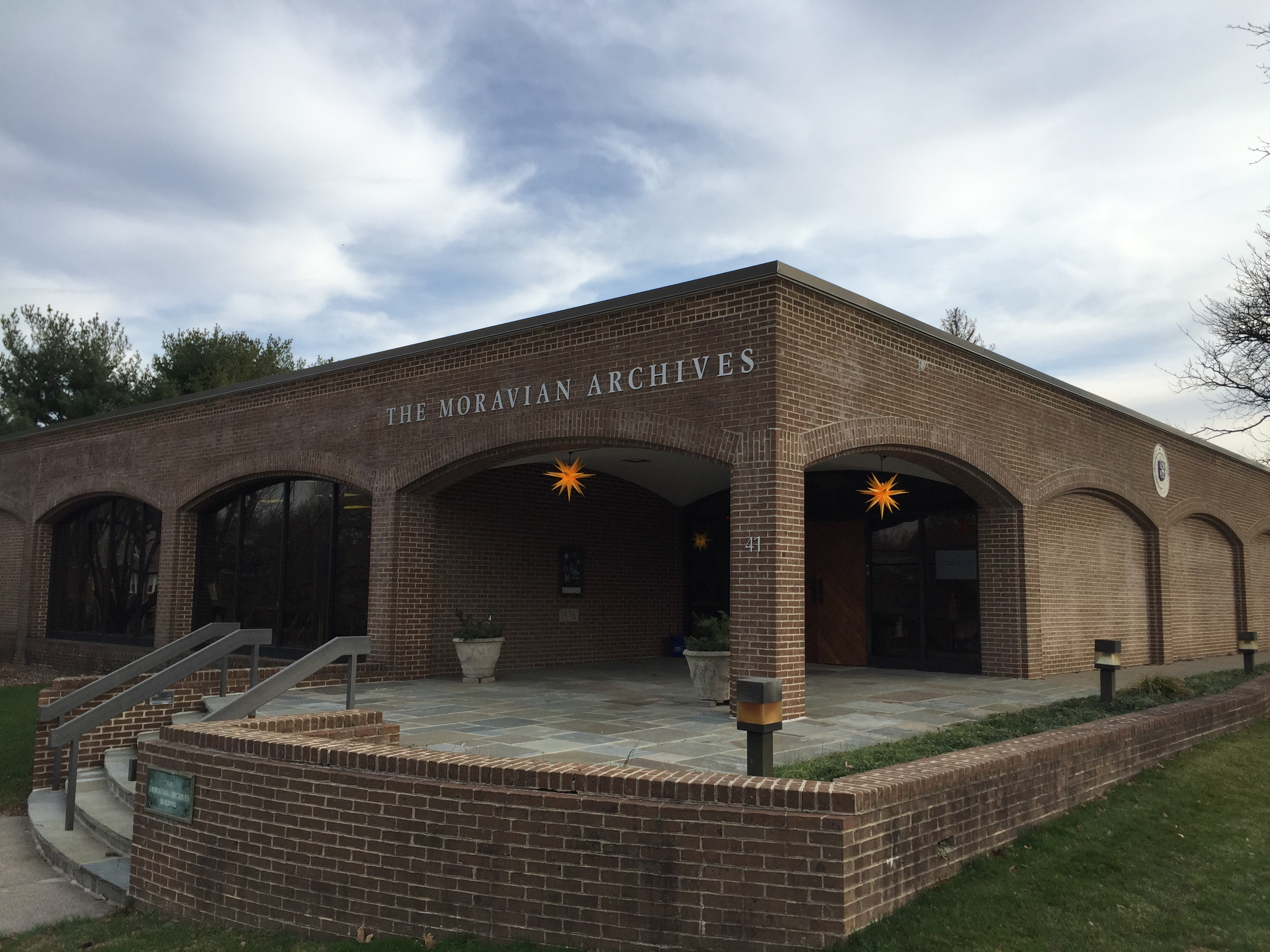
Archiv Moravské církve (2015)
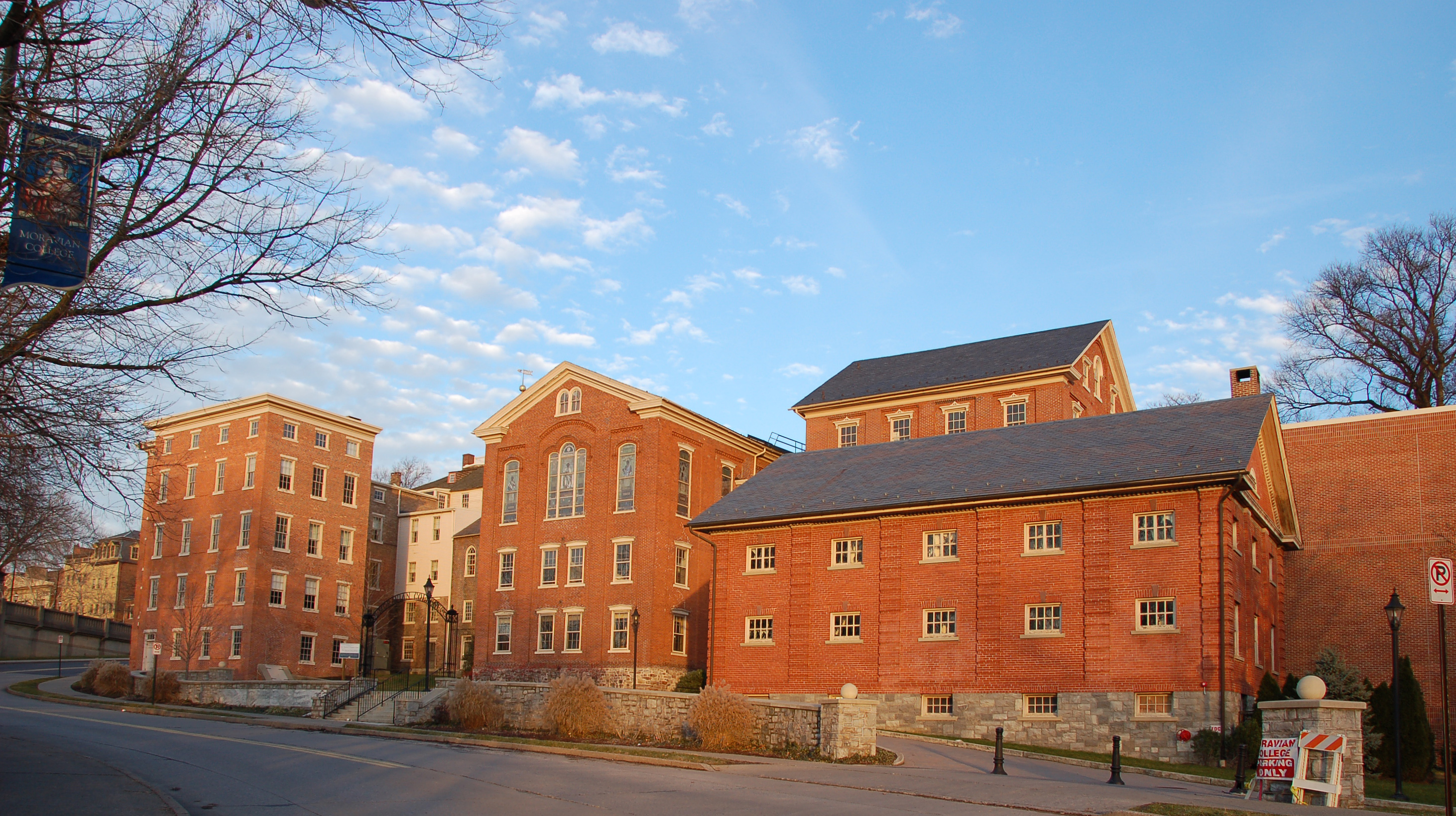
Moravian University, také Moravská akademie